# Henri François Marie Charpentier
Henri François Marie Charpentier (Soissons, 23 giugno 1769 – Oigny-en-Valois, 14 ottobre 1831) è stato un generale francese.

## Biografia

Arma di Charpentier

Appartenente ad una famiglia di togati, era destinato all'avvocatura, ma, entusiasta della rivoluzione francese e dei suoi principi, nel 1792 si arruolò nel 1º battaglione volontari dell'Aisne, fu eletto capitano, passò all'Armata del Nord e divenne aiutante di campo del generale Hatry.
Nel 1793 divenne aiutante generale capo di battaglione e assisté in tale ruolo all'assedio di Lussemburgo e dopo la capitolazione di questa piazzaforte il generale Hatry lo incaricò di portare alla Convenzione, insieme alla notizia di questo importante successo, i vessilli conquistati al nemico. Egli si presentò alla Convenzione nella seduta del 18 pratile e ricevette l'accoglienza fraterna del presidente. Poi, su rapporto di Cambacérès, l'assemblea emise un decreto in cui si affermava che i vincitori di Lussemburgo non avevano mai cessato di ben meritare dalla patria.
Negli anni VII e VIII egli partecipò alla II campagna d'Italia come comandante di battaglione nel 94º reggimento di linea. Si distinse nella battaglia di Novi, in quella della Trebbia, ove ebbe due cavalli abbattuti sotto di lui e fu ferito al basso ventre, e infine in quella di Marengo. Fu ricompensato per i servizi resi con la nomina al grado di generale di brigata il 5 aprile 1799, divenendo quindi capo di stato maggiore sotto Moncey e poi sotto Jourdan.
Nell'anno XII il Primo Console lo nominò membro e comandante della Legion d'onore, il 19 frimaio e il 25 pratile e successivamente, il 16 febbraio 1804, generale di divisione.
Nell'anno XIII si trovò a combattere nella campagna di Spagna, partecipando alla battaglia di Burgos. L'anno successivo l'Imperatore lo chiamò al comando di una divisione nell'Armata d'Italia ove adempì alle funzioni di capo di stato maggiore dell'armata comandata da Andrea Massena.
Nel 1809 partecipò alla guerra della V coalizione e si distinse talmente nella battaglia di Wagram, che Napoleone gli conferì il titolo di conte dell'Impero pochi giorni dopo. Nel 1812 fu capo di stato maggiore del corpo d'armata del principe Eugenio nella campagna di Russia e dopo la conquista di Smolensk Napoleone lo fece governatore delle province conquistate. Alla fine della ritirata di Russia egli divenne capo di stato maggiore del corpo d'armata comandato dal generale Davout.
Posto a capo di una divisione durante la campagna di Sassonia nel 1813, egli fece successivamente parte di un corpo d'armata del principe Eugenio e di quello del maresciallo Étienne Jacques Joseph Alexandre Macdonald, duca di Taranto. Alla battaglia di Lützen Charpentier, che teneva l'ala destra dell'11º Corpo, tolse ai Prussiani l'importante piazza di Ersdorf il 2 maggio. Il 10 dello stesso mese passò sul ponte eretto sull'Elba costringendo il nemico a rinculare.
L'11 e il 12 conquistò le posizioni di Fischbach, Kapellenberg e Bischofswerda. Quest'ultima fu la conquista più notevole. La retroguardia del generale russo Michail Andreevič Miloradovič si dovette precipitare su Bautzen, lasciando sul terreno 1500 uomini, tra morti e feriti, e 500 prigionieri.
Il giorno 20 si batté a Bautzen, il 16 agosto difese invano il passaggio del Bóbr contro i russi e il 16 ottobre raggiunse Wachau, prendendo gloriosamente parte a questa battaglia. Attaccò Klenau e catturò una batteria nemica oltre il Liebert-Wolhwitz. Il 18 si fece notare davanti a Lipsia e il 21 novembre, prima di rientrare in Francia, ricevette la Gran Croce dell'Ordine della Réunion.
Il 15 febbraio 1814 egli comandò nell'Essonne una divisione della Giovane guardia riorganizzata. Il 17 formò la riserva del generale Jacques Alexandre Allix de Vaux. Nella battaglia di Craonne, il 7 marzo, l'Imperatore gli affidò il comando della fanteria del maresciallo Victor e gli ordinò di passare, in colonne serrate, il vallone di Bouconville-Vauclair. Egli eseguì la difficile manovra con molta abilità e giunse felicemente fino al plateau del Chemin des Dames, ove i russi lo attaccarono vigorosamente. Appoggiato da una batteria di artiglieria della Guardia e dalle divisioni dei generali Boyer e Friant, Charpentier tenne la posizione e non tardò a partire al contrattacco, cacciò i russi e con 4 pezzi di artiglieria spazzò la strada di Chevregny, ove attaccò l'ala sinistra nemica, chiusa da vicino da Michel Ney. I russi si ritirarono su Laon, ove Blücher e gli avamposti nemici si erano stabiliti a Semilly-sous-Laon, Athies-sous-Laon e Clacy-et-Thierret. Il 9 marzo, verso le quattro del mattino, il generale Charpentier ricevette l'ordine di concentrare, insieme ai colleghi Friant e Curial, un attacco contro quest'ultimo villaggio. Il successo coronò i loro sforzi e 257 russi, fra i quali 7 ufficiali, caddero nelle loro mani.
Dopo la resa del generale Marmont a Berry-au-Bac, Blûcher diresse su Clacy-et-Thierret tre divisioni più gli ussari di Black, ma Charpentier respinse l'attacco, che il nemico ritentò sei volte, senza riuscire a smuoverlo dalla sua posizione.
L'indomani 11 marzo l'armata francese continuò il suo movimento di ritirata su Soissons. Giunto in questa città Napoleone si occupò di riorganizzare l'armata e il comando di una delle nuove divisioni fu affidato al generale Charpentier, ma questi non ebbe più occasione di distinguersi nel corso dei movimenti retrogradi delle truppe francesi e i suoi ultimi sforzi furono dedicati alla difesa di Parigi nella giornata del 30 marzo. Durante quest'ultimo episodio di guerra egli occupò il quartiere de La Chapelle, ove contese il terreno al nemico palmo a palmo.
L'8 aprile 1814 egli aderì al nuovo governo e Luigi XVIII lo insignì dei titoli di cavaliere di San Luigi e di Grand'ufficiale della Legion d'onore e lo nominò ispettore generale. Nel 1815 egli corse ad arruolarsi sotto la bandiera imperiale e ottenne il comando della 12ª divisione militare a Nantes. Questo suo ritorno dispiacque a Luigi XVIII che, alla Seconda restaurazione lo fece radiare dai quadri dello stato maggiore generale. Questa caduta in disgrazia fu però di breve durata, poiché al suo ritorno dalla Svizzera, ove si era trasferito con la famiglia, fu riammesso nei ranghi.
Da quel momento Charpentier si tenne lontano dalla vita attiva e morì il 14 ottobre 1831 a Oigny-en-Valois, presso Villers-Cotterêts, ove si erge, non lontano dalla chiesa, il suo cenotafio.
La sua tomba si trova nel cimitero di Vailly-sur-Aisne, in una cripta che ospita anche le spoglie del generale Saint-Cyr.
Il suo nome è inciso sull'Arco di Trionfo di Parigi, sul Pilastro sud, colonna 26.

### Fonti
- (FR)   Charles Mullié, "Henri François Marie Charpentier", in: Biographie des célébrités militaires des armées de terre et de mer de 1789 à 1850, 1852
- (FR)  Service historique de la défense – Fort de Vincennes – Dossier S.H.A.T. Cote : 7 Yd 392

| Controllo di autorità | VIAF (EN) 313477351 · ISNI (EN) 0000 0004 4529 9253 · CERL cnp02117375 · GND (DE) 1066584672 · BNF (FR) cb165326505 (data) |